# Reid (Schiff, 1936)

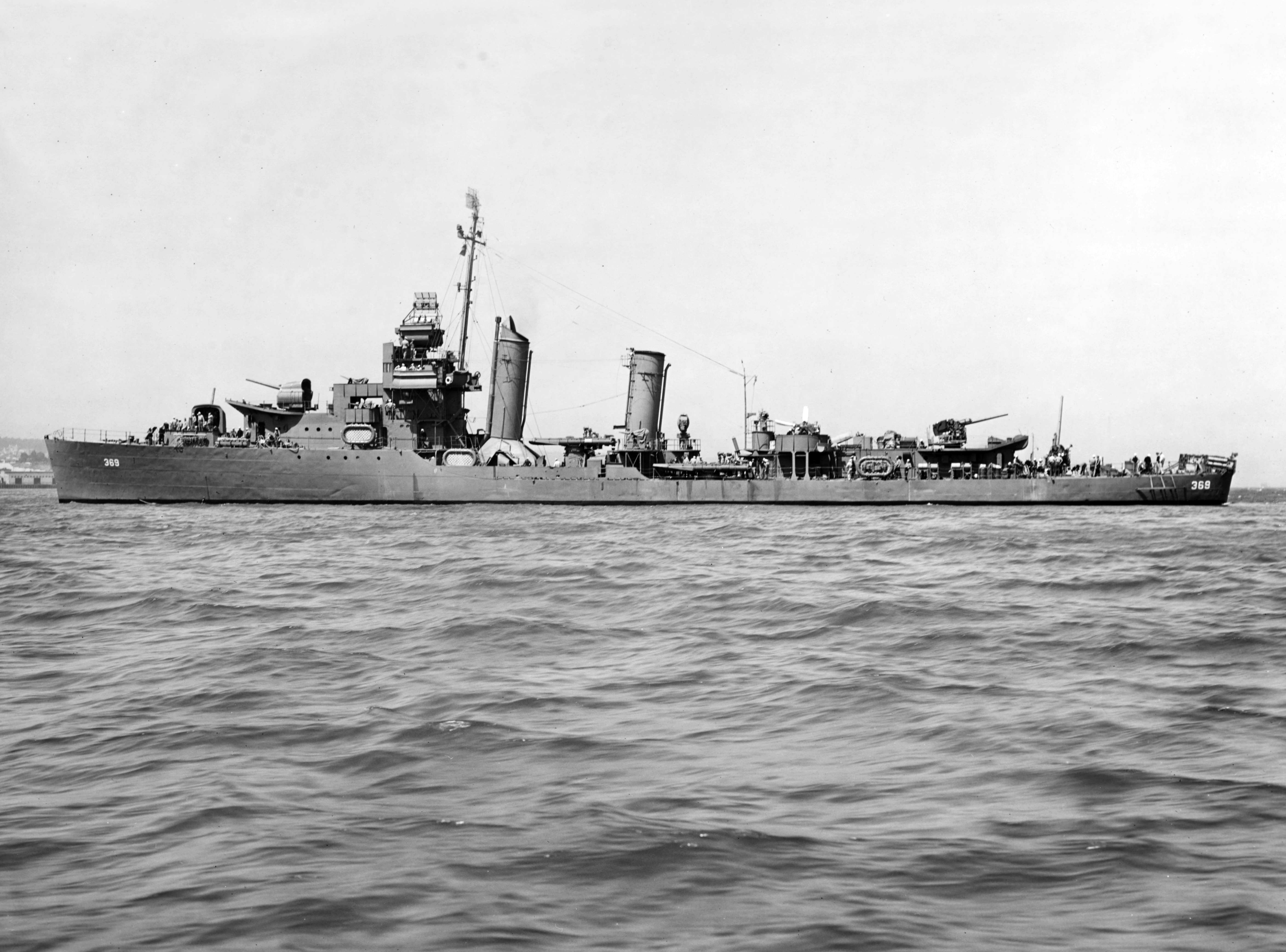
USS Reid (DD-369)

Die USS Reid (DD-369) gehörte zur Mahan-Klasse und nahm vor und während des Zweiten Weltkriegs an Operationen der United States Navy teil. Der Zerstörer wurde nach Samuel Chester Reid benannt, einem bekannten Offizier des Krieges von 1812, der 1818  am Entwurf der amerikanischen Flagge beteiligt war.

## Namensgeber
Samuel Chester Reid wurde am 24. August 1783 in Norwich, Connecticut geboren und trat dem Militär 1794 bei. 1803 wurde er Chef der Brigadearmee bzw. -truppen und diente während des Krieges von 1812 als Offizier. 1814 kommandierte er die USS General Armstrong, kämpfte gegen die britische Flotte und konnte diese lange genug aufhalten, bis die eigenen Einheiten geflohen waren, am Ende musste er jedoch sein Schiff aufgeben. Er verteidigte New Orleans und wurde 1844 zum Master der Navy befördert. Er starb am 28. Januar 1861 in New York.

## Technische Daten
Die USS Reid war wie ihre Schwesterschiffe anfänglich mit fünf 12,7-cm-Geschützen als Hauptbatterie sowie mit zwölf 533-mm-Torpedorohren in 3 Werfern ausgestattet. Zur Flugabwehr kamen die Hauptbatterie sowie vier 12,7-mm-Maschinengewehre zum Einsatz. Der U-Boot-Abwehr dienten zwei Wasserbomben-Abrollgestelle. Der Zerstörer hatte eine Standardverdrängung von ca. 1500 t, war 104 m lang, 10,60 m breit und besaß einen Tiefgang von 5,80 m. Er wurde mit vier auf zwei Dampfturbinen wirkende Kessel angetrieben, die rund 48.000 PS leisteten und das Schiff auf eine Geschwindigkeit von etwa 35 Knoten oder 65 km/h brachten. Der Zerstörer hatte eine Reichweite von 6940 Seemeilen bei 12 Knoten. Die Besatzung bestand aus 8 Offizieren und 150 Matrosen. 1944 wurde das Kaliber der Hauptgeschütze auf 13 cm angehoben, ein Torpedowerfer entfernt und vier 40-mm-Bofors-Fla-Kanonen sowie sechs bzw. acht 20-mm Oerlikon-Geschütze eingebaut. Zudem wurde ein neues Feuerleitradar eingebaut, dass die Genauigkeit der Geschütze erhöhen sollte. Auch wurden vier Wasserbombenwerfer vom Typ K-gun eingebaut.

## Geschichte

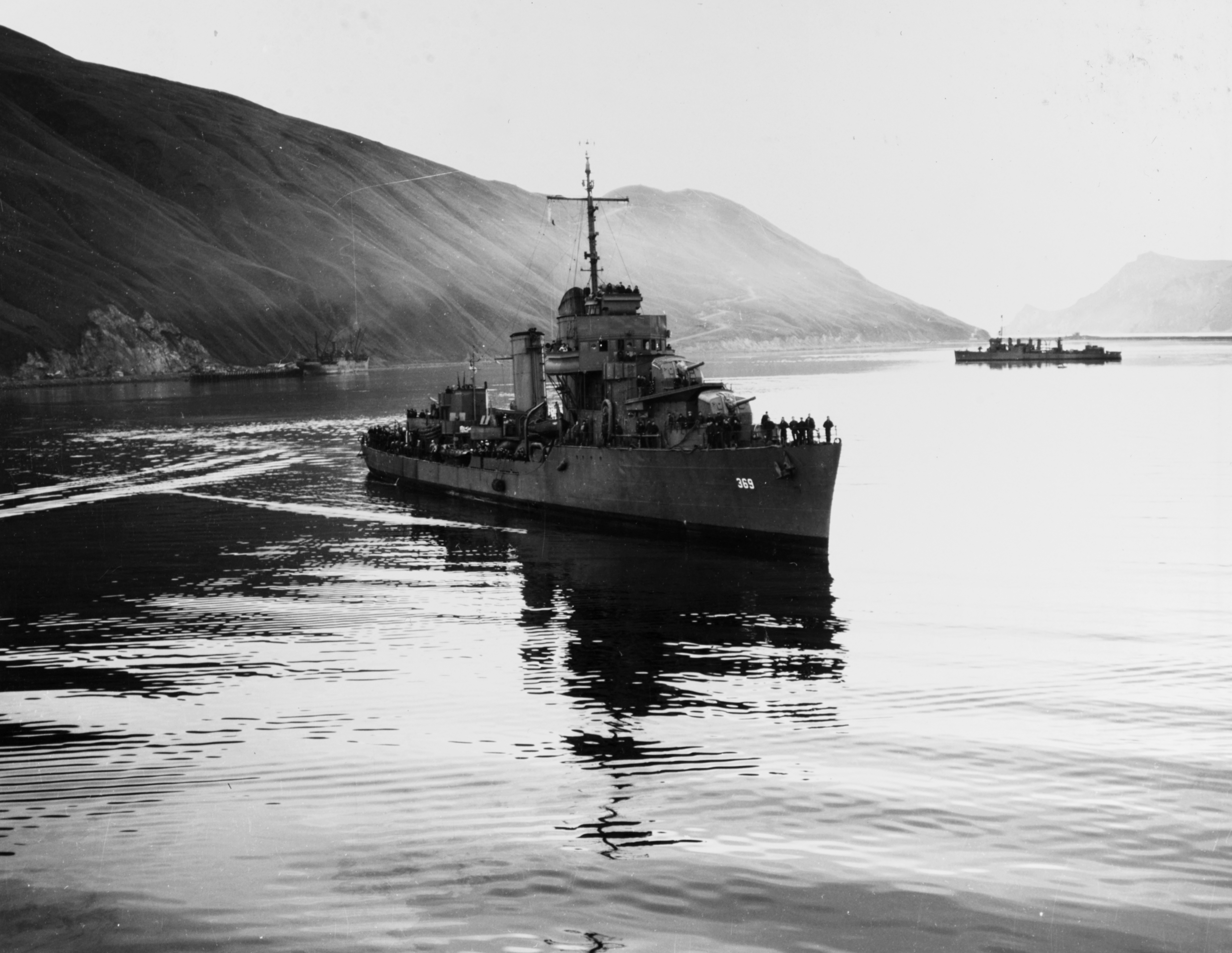
USS Reid in Alaska, 6. September 1942

Die USS Reid wurde am 25. Juni 1934 bei Federal Shipbuilding and Drydock Company in Kearny, New Jersey auf Kiel gelegt und lief am 11. Januar 1936 vom Stapel. Sie wurde von Beatrice Reid getauft. Der Zerstörer wurde schließlich am 2. November 1936 unter Kapitän Robert B. Carney in Dienst gestellt.
Von 1937 bis 1941 nahm sie an Flottenmanövern und Trainings im Pazifik- sowie Atlantikraum teil. Beim japanischen Angriff auf Pearl Harbor konnte sie einen Abschuss verzeichnen. Nach dem Angriff wurde sie hauptsächlich auf Patrouillenfahrten in den Gewässern um Hawaii eingesetzt. Danach war sie auch im Palmyra Atoll und Johnston Island unterwegs.
Im Januar 1942 eskortierte sie einen Konvoi nach San Francisco, bis sie schließlich nach Pearl Harbor zurückkehrte, um weitere Patrouillen durchzuführen.

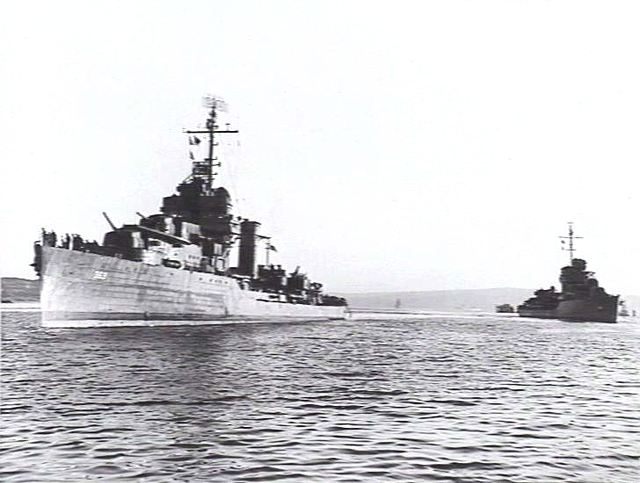
USS Reid mit Schwesterschiff Mugford (DD-389) in Sydney

Die USS Reid wurde nach ihren Patrouillenfahrten noch mehrmals auf Eskortdienst geschickt, ehe sie am 22. Mai 1942 auslief um japanische Stellungen auf Kiska Island, Alaska zu beschießen, was dann am 7. August 1942 geschah. Am 30. August kam es schließlich zu einer amerikanischen Landung in Alaska, bei der DD-369 die Truppen durch Feuerunterstützung schützte. USS Reid versenkte bei der Schlacht vor Alaska, am 31. August 1942, das japanische U-Boot RO-61. Nach dem Kampf brachte der Zerstörer japanische Gefangene nach Pearl Harbor, um danach bei den Fiji-Inseln weitere Patrouillenfahrten durchzuführen.
An Weihnachten wurde sie auf einen Großeinsatz mit Landungstruppen nach Guadalcanal geschickt, um danach weitere Konvois zu begleiten. Im Januar 1943 kam sie wieder zu dem Kriegsschauplatz Guadalcanal zurück, um weitere Ziele zu beschießen.
Im weiteren Verlauf des Jahres 1943 begann sie ihre Patrouillenarbeit bei den Salomonen, über den September des Jahres griff sie japanische Stellungen in Neuguinea an und schoss Ende des Monats zwei Flugzeuge in diesem Gebiet ab. Weitere Konvoi- und Patrouillenfahrten von/nach Neuguinea folgten, weitere Landungen in Neu-Britannien und bei Cap Gloucester wurden unter ihrer Unterstützung ausgeführt. Am 29. Februar 1944 half sie bei Landungen auf den Admiralsinseln, weitere Angriffe auf Wakde Island, Biak und Noemfoor Island. Am 29. August 1944 unterstützte sie Verbündete Luftangriffe und beschoss Stellungen auf Wake-Island.
Ihre finalen Missionen fanden bei Leyte statt, wo sie patrouillierte und am 7. Dezember eine Landung deckte, danach half sie dem beschädigten Zerstörer USS Lamson (DD-367) vom Schlachtfeld zu fliehen.

## Todeskampf und Ende
In ihren letzten zwei Wochen führte sie Missionen im Golf von Leyte aus, die Besatzung war permanent auf Gefechtsstation, da immer wieder roter Alarm gegeben wurde, jedoch zerstörte sie am 11. Dezember 1944 sieben weitere Flugzeuge in der Straße von Surigao. An einem Tag war sie gerade dabei, amphibische Fahrzeuge bei ihrer Landung zu decken, als, über mehrere Stunden verteilt, zwölf Flugzeuge ihren Verband angriffen, da die USS Reid das beste Ziel darbot, wurde sie zum primären Ziel. Die ersten zwei Flugzeuge konnten von den Flugabwehrmannschaften abgeschossen werden, ein weiteres Flugzeug explodierte über der Steuerbord-Seite auf Höhe der Schraubenwelle. Das vierte Flugzeug traf den Hauptmast an Steuerbord, verlor einen Flügel und stürzte in den Ozean, die Bombe an Bord explodierte und die Druckwelle beschädigte den Rumpf auf Höhe der Wasserlinie. Ein weiteres Flugzeug streifte die Steuerbordseite und krachte in die vorderen Sektionen, die sechste Maschine erwischte die Brücke und wurde Steuerbord auf den Bug geschleudert, es gilt zu beachten, dass Maschinen fünf und sechs keine Bomben mit sich trugen, sonst wäre der Schaden enorm gewesen. Das letzte Flugzeug kam von Achtern und bohrte sich durch die Aufbauten und explodierte in der hinteren Munitionskammer und sprengte einen Teil des Hecks ab. Nach dem Angriff machte das Schiff noch etwa 20 Knoten fahrt, rollte aber heftig von einer Seite zur anderen, bis es schließlich nach Steuerbord kenterte und 103 Crewmänner mit sich in die Tiefe riss. Die Überlebenden 150 Männer wurden von Landungsbooten ihres Konvois aufgesammelt.